# Жеронс
Жеро́нс (фр. Géronce, баск. Jeruntze, окс. Geronce) — коммуна во Франции, находится в регионе Аквитания. Департамент — Атлантические Пиренеи. Входит в состав кантона Олорон-Сент-Мари-1. Округ коммуны — Олорон-Сент-Мари.
Код INSEE коммуны — 64241.

## География

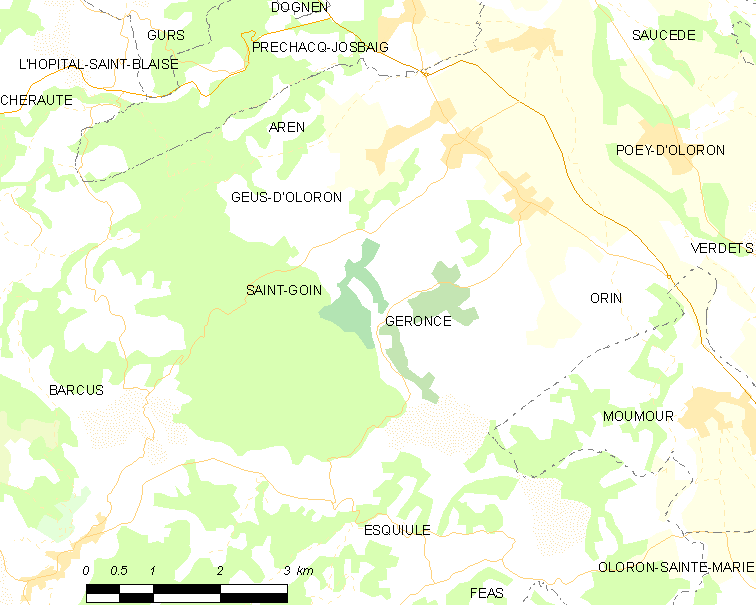
Карта коммуны

Коммуна расположена приблизительно в 670 км к югу от Парижа, в 180 км южнее Бордо, в 27 км к западу от По.
По территории коммуны протекают реки Гав-д’Олорон и Жоос.

### Климат
Климат тёплый океанический. Зима мягкая, средняя температура января — от +5°С до +13°С, температуры ниже −10 °C бывают редко. Снег выпадает около 15 дней в году с ноября по апрель. Максимальная температура летом порядка 20-30 °C, выше 35 °C бывает очень редко. Количество осадков высокое, порядка 1100 мм в год. Характерна безветренная погода, сильные ветры очень редки.

## Население
Население коммуны на 2010 год составляло 441 человек.
| 1962 | 1968 | 1975 | 1982 | 1990 | 1999 | 2010 |
| ---- | ---- | ---- | ---- | ---- | ---- | ---- |
| 424  | 367  | 325  | 347  | 369  | 378  | 441  |

## Администрация
| Период | Период | Фамилия                | Партия | Примечания |
| ------ | ------ | ---------------------- | ------ | ---------- |
| 1945   | 1953   | Луи Борд               |        |            |
| 1953   | 1989   | Альбер Крестья-Бланшин |        |            |
| 1989   | 2014   | Марсель Кусте          |        |            |
| 2014   | 2020   | Мишель Конту-Каррер    |        |            |

## Экономика
В 2010 году среди 285 человек трудоспособного возраста (15-64 лет) 202 были экономически активными, 83 — неактивными (показатель активности — 70,9 %, в 1999 году было 76,4 %). Из 202 активных жителей работали 187 человек (100 мужчин и 87 женщин), безработных было 15 (7 мужчин и 8 женщин). Среди 83 неактивных 20 человек были учениками или студентами, 40 — пенсионерами, 23 были неактивными по другим причинам.

## Фотогалерея

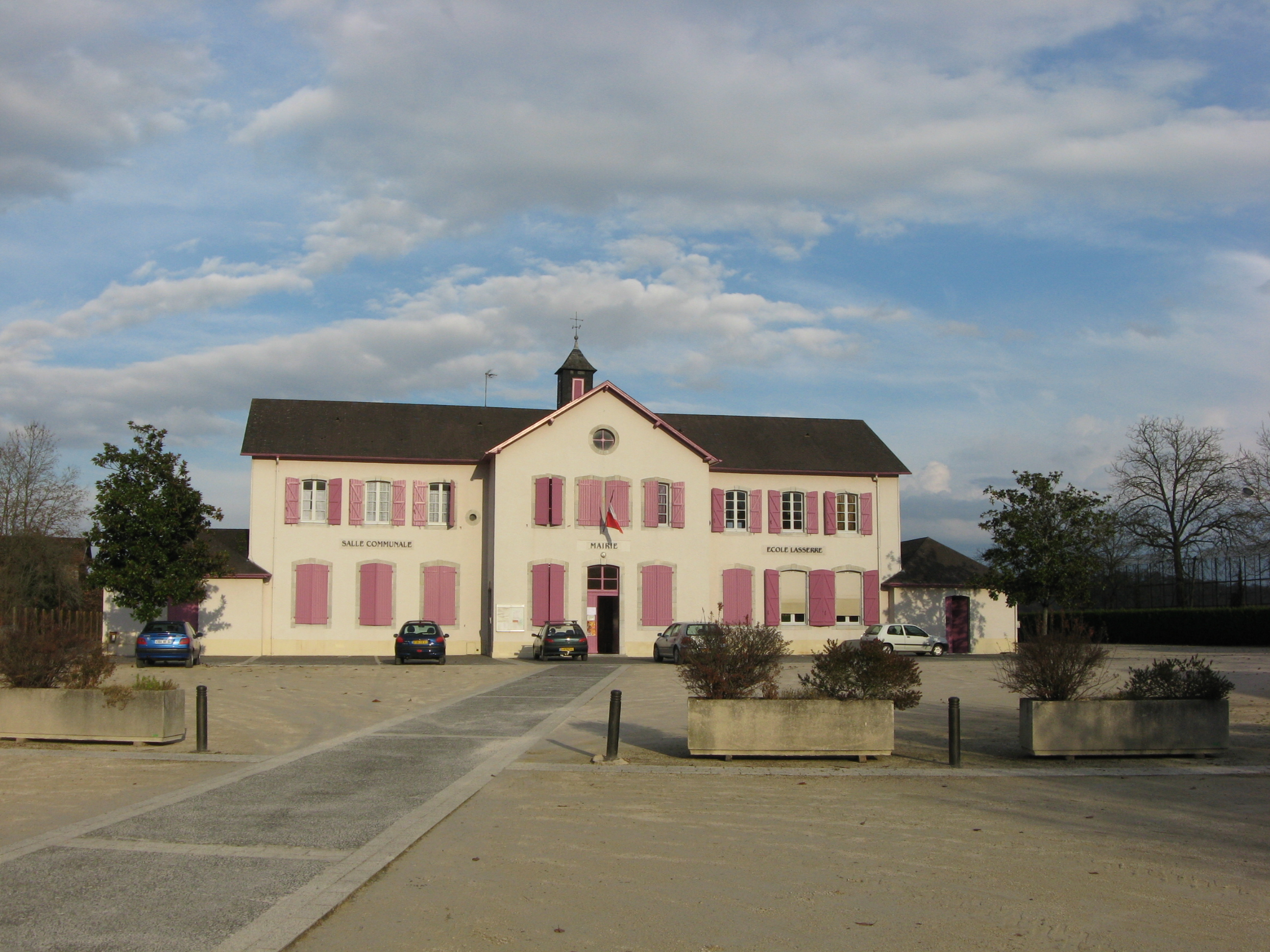
Мэрия
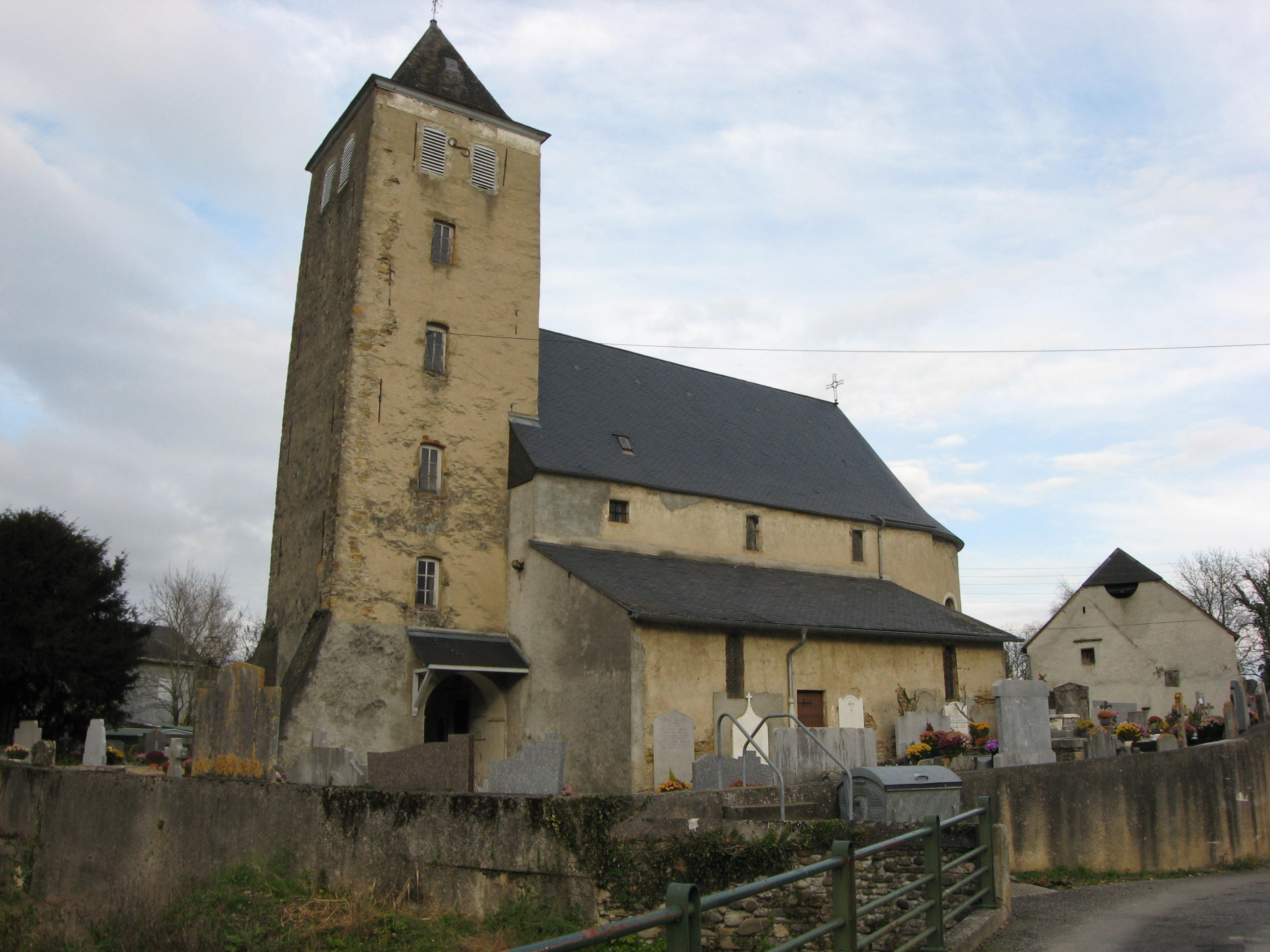
Церковь Св. Лаврентия
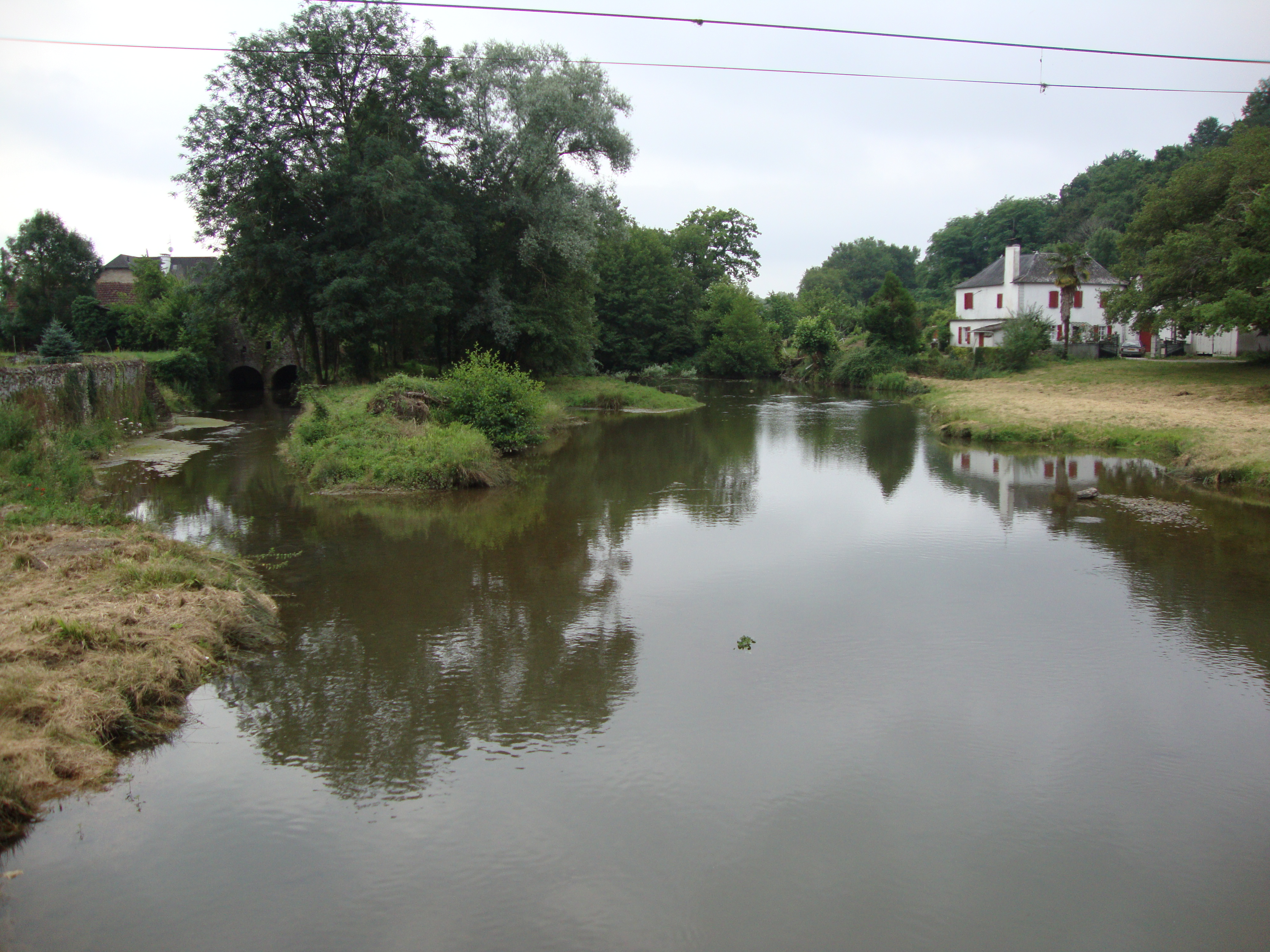
Река Жоос
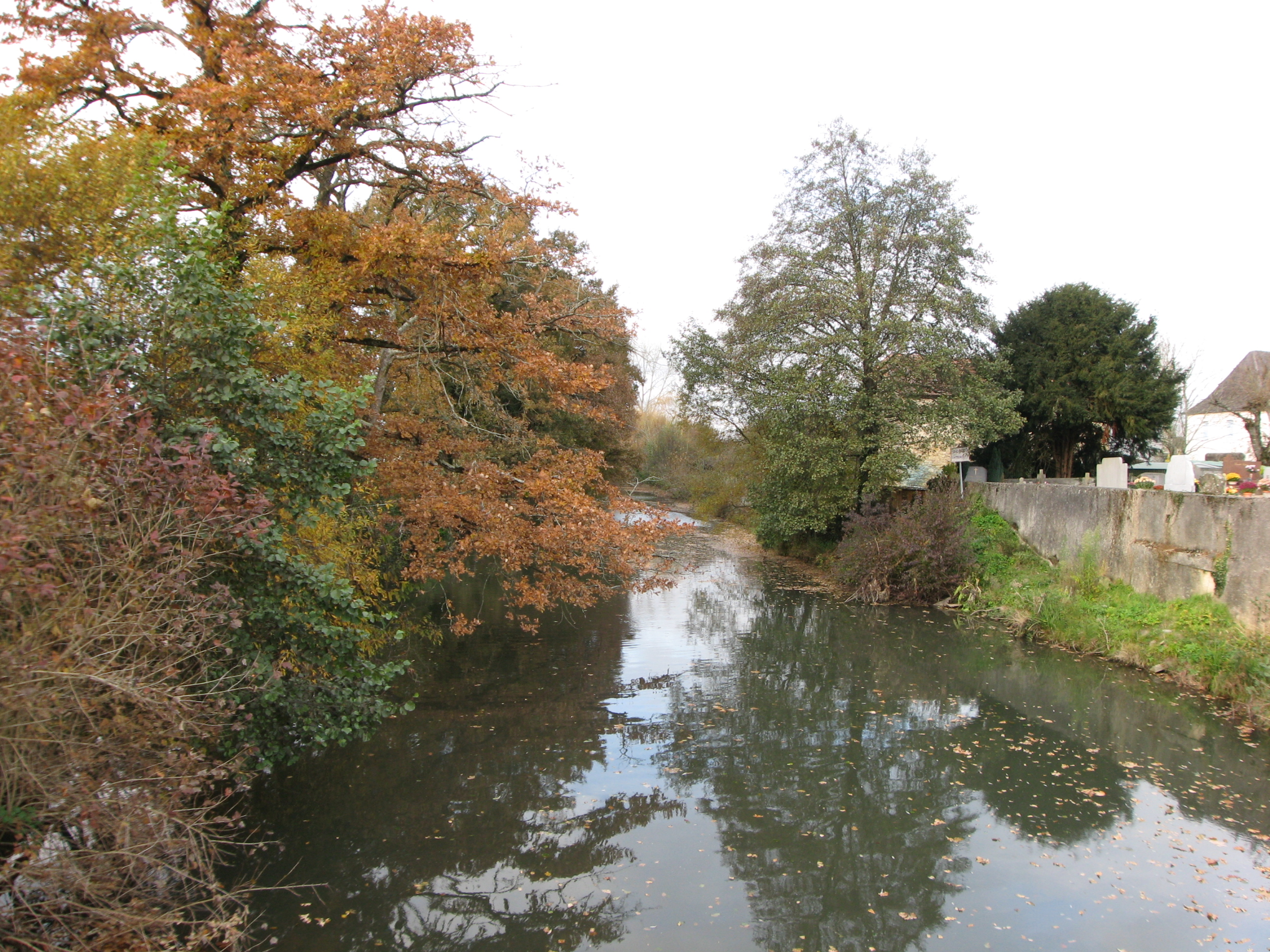
Река Жоос
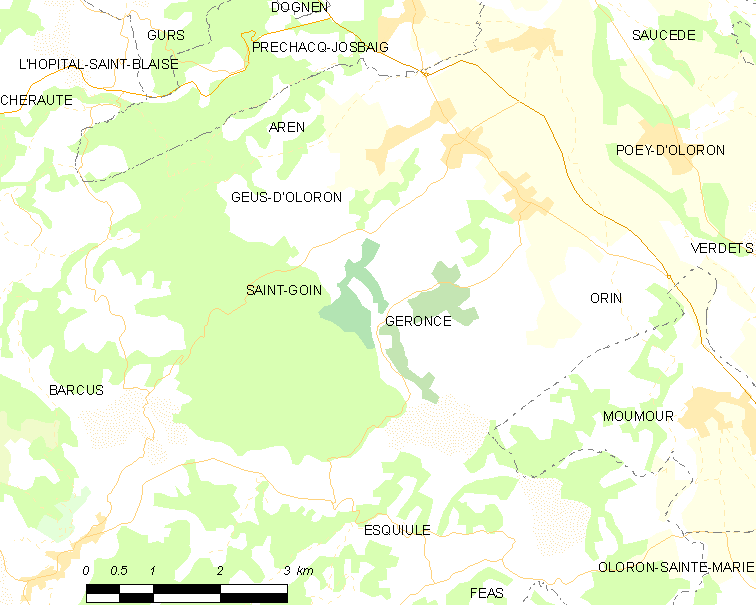
Карта коммуны